# Довбень
«Довбень» (рос. Раздолбай) — російський фільм 2011 року випуску, комедія. Режисер — Валерій Ібрагімов. У фільмі знімались: Микола Кудряшов, Юлія Куваєва, Олег Сидоров, Філіпп Величко.
В Україні був показаний телеканалом 1+1.